# Leopold al VI-lea, Duce al Austriei

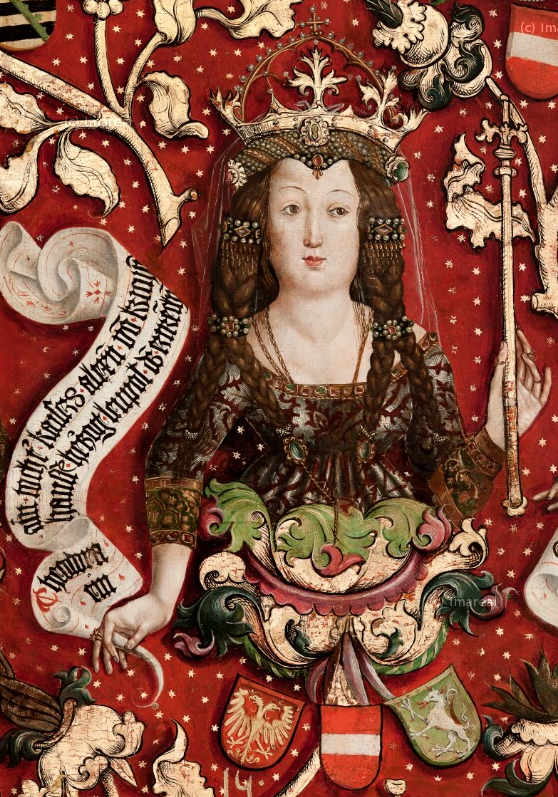
Ducesa Teodora, soția lui Leopold al VI-lea, nepoata împăratului bizantin Isaac Angelus al II-lea (arborele genealogic al familiei Babenberg, Mănăstirea Klosterneuburg)

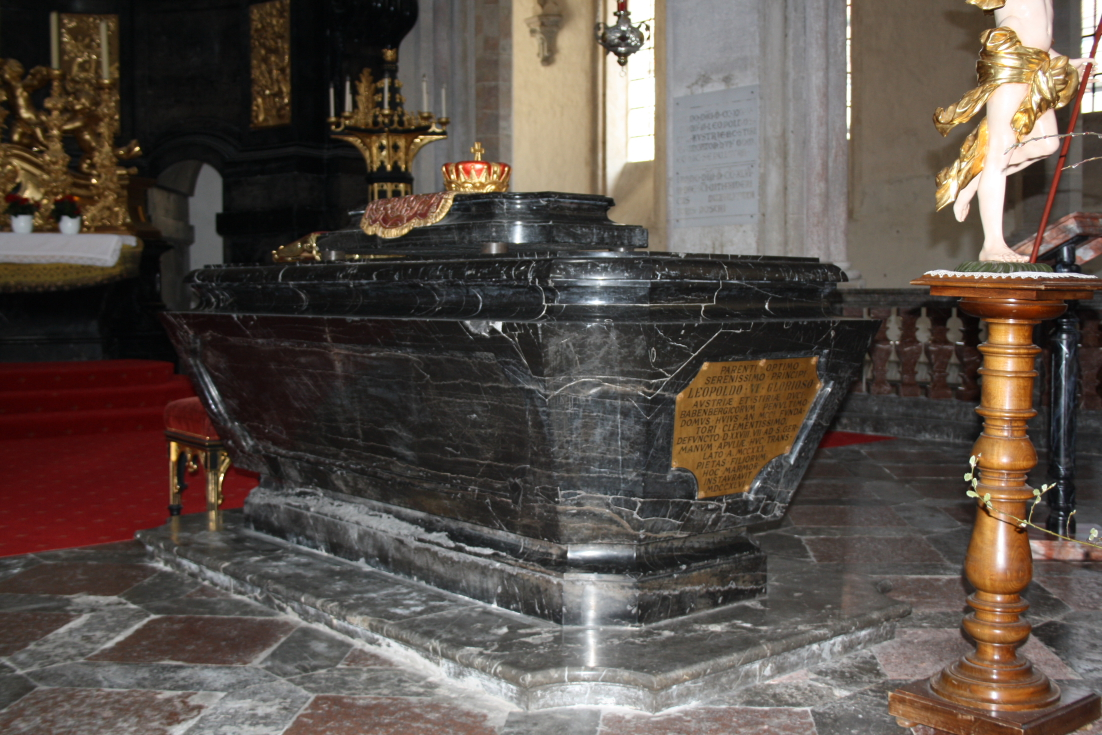
Cenotaful lui Leopold în fața altarului mare al bisericii Mănăstirii Lilienfeld

Leopold al VI-lea, supranumit cel Glorios, (n. 15 octombrie 1176, Viena – d. 28 iulie 1230, San Germano, Apulien) aparținând Casei de Babenberg, a fost duce al Austriei (1198–1230) și al Stiriei (1194–1230).

## Biografie
Leopold a fost fiul cel mic al ducelui Leopold al V-lea de Babenberg și al soției sale, Elena a Ungariei (fiica regelui Geza al II-lea al Ungariei și a soției lui, Eufrosina a Kievului).
Prin Tratatul de la Georgenberg (Georgenberger Handfeste) încheiat de Otakar al IV-lea al Stiriei și Leopold al V-lea în anul 1186, familia Babenberg a moștenit Ducatul Stiriei în 1192. Când tatăl său a murit pe neașteptate în 1194, Leopold al VI-lea se afla la Palermo însoțindu-l pe împăratul Henric al VI-lea într-o campanie militară. Aflându-se pe patul de moarte, probabil pentru a evita o ceartă între cei doi fii ai săi, Leopold al V-lea însuși a împărțit teritoriile familiei Babenberg, contrar regulilor stabilite prin Tratatul de la Georgenberg, astfel: Frederic, fiul cel mare a primit ducatul Austriei (astăzi Austria Inferioară și Austria Superioară), iar Leopold al VI-lea a primit ducatul Stiriei.
După doar patru ani Frederic, fiul cel mare aflat în cruciadă, a murit pe neașteptate, iar Leopold a devenit și Duce de Austria. Astfel ducatele Austriei și Stiriei s-au unit din nou. 
Înainte de 1204 Leopold a înființat Ordinul cavalerilor germani care fusese deja stabilit din 1198.
În 1207 Leopold s-a străduit să obțină aprobarea papei Inocențiu al III-lea pentru înființarea unei noi eparhii cu reședința la Viena. Acestei idei s-au opus episcopul de Salzburg, Eberhard al II-lea, și episcopul Manegold de Passau. La acea vreme Dieceza de Passau avea o suprafață de 42 000 km², fiind cea mai mare din Sfântul Imperiu Roman. Planul lui Leopold, care viza crearea unui echilibru regional cu episcopul de Passau, a eșuat ceea ce s-a datorat în parte și opoziției episcopului de Salzburg.
În jurul anului 1210 persecuția ereticilor a început să se facă simțită în Austria. Leopold a încurajat organizarea urmăririi ereticilor. Prima persecuție documentată a ereticilor în Austria a avut loc în 1210. Acest lucru este menționat în analele mănăstirii Klosterneuburg.
În 1212–1213 Leopold a participat la lupta împotriva maurilor în Spania după ce înainte luptase împotriva Albigenzilor în sudul Franței și devenise cavaler cruciat cu binecuvântarea abatelui din Cîteaux. În iunie 1217 el s-a alăturat armatei regelui Andrei al II-lea al Ungariei în Cruciada a cincea. În septembrie același an Leopold a ajuns la Acra și a plecat spre Egipt unde a participat cu succes la luptele pentru cucerirea cetății Damiette. Totuși înainte de cucerirea cetății în noiembrie 1219, Leopold s-a întors în teritoriile sale și s-a concentrat mai ales asupra reședinței sale, Viena.Ca și predecesorii săi, Leopold a încercat să dezvolte țara prin întemeierea de noi mănăstiri. Cea mai cunoscută dintre ele este mănăstirea Lilienfeld, fondată în 1202 pe valea râului Traisen (în Austria Inferioară de astăzi). El a favorizat, de asemenea, ordinele mendicante foarte moderne la acea vreme (ordinul franciscan și ordinul dominican). Leopold a înființat orașe noi (de ex. Freistadt după 1220, probabil 1225) și a acordat noi drepturi cetăților (în 1212 orașului Enns și în 1221 orașului Viena).
La întoarcerea din a cincea cruciadă Leopold a adus și dăruit Mănăstirii Lilienfeld o relicvă a sfintei cruci care se păstrează încă acolo.
Din Cronica de la Colmar rezultă că în anul 1218 Leopold cu un venit de 60 000 de mărci se afla pe locul al doilea după regele Boemiei ale cărui venituri erau de 100 000 de mărci anual. 
Leopold a reînnoit drepturile orașului Viena pe 18 octombrie 1221, incluzând de acestă dată și dreptul de stivuire (sau de antrepozitare) care a stat la baza creșterii bunăstării comercianților, orașul devenind astfel și un punct important de transbordare a mărfurilor. Sub cârmuirea lui Leopold Viena a cunoscut o perioadă înfloritoare dublându-și suprafața.
Curtea ducală era considerată centru al artei și culturii. Poeți-cântăreți de minnesang, printre care Walther von der Vogelweide, Neidhart von Reuental și Ulrich von Liechtenstein, au rămas perioade îndelungate la Viena. 
În timpul lui Leopold primele influențe gotice din arhitectură au început să pătrundă în Austria. Capella Speciosa din reședința sa temporară de la Klosterneuburg este considerată prima clădire cu influență gotică din regiunea Dunării. După demolarea capelei în 1799, părți ale acesteia au fost folosite pentru construirea Capelei Franzensburg din parcul Castelului Laxenburg.
Austria a atins apogeul prestigiului în timpul lui Leopold. Dovadă este căsătoria sa din noiembrie 1203 cu prințesa bizantină Teodora Angelina. Faptul că Leopold s-a implicat în politica imperială este dovedit de căsătoria fiicei sale, Margareta, cu regele romano-german Henric al VII-lea, fiul împăratului Frederic al II-lea. Această căsătorie încheiată în noiembrie 1225 a consolidat legătura Casei de Babenberg cu Casa de Hohenstaufen. 
Potrivit tradiției familiei sale Leopold se afla de partea familiei Hohenstaufen, dar el nu s-a implicat în Controversa pentru învestitură datorită situației dificile existente în nordul și estul teritoriilor sale. 
Leopold a luat parte la medierea conflictului dintre împăratul Frederic al II-lea și papa Grigore al IX-lea, confilct finalizat printr-un acord semnat pe 23 iulie 1230 la San Germano (Apulien). Cinci zile după aceea Leopold a murit în același oraș. El a fost înmormântat în Mănăstirea Lilienfeld. Guvernarea sa este considerată ca cea mai de succes din epoca Babenbergilor.
Supranumele „cel Glorios” i-a fost dat lui Leopold deja de generația următoare. Abatele Johann von Viktring l-a caracterizat în a doua jumătate a secolului al XIV-lea astfel: „Avea din abundență avere și onoare, a făcut multe fapte de vitejie și evlavioase - aici și în locuri îndepărtate”.

## Căsătorie și descendenți
Leopold s-a căsătorit în octombrie 1203 cu Teodora Angelina, fiica împăratului bizantin Isaac al II-lea. Ei au avut patru fiice și trei fii:
- Margareta (c.1205–1266) căsătorită cu regele romano-german Henric al VII-lea și apoi cu Ottokar al II-lea Přemysl, rege al Boemiei și margraf al Moraviei;
- Agnes (1206–1226) căsătorită cu Albert I, duce al Saxoniei;
- Leopold (1207–1216);
- Henric cel Crud (1208–1228) căsătorit cu Agnes, fiica lui Hermann I, landgraf al Turingiei;
- Gertruda (1210–1241) căsătorită cu Henric Raspe, landgraf al Turingiei, antirege romano-german;
- Frederic al II-lea (1211–1246) a fost succesorul tatălui său ca duce al Austriei și Stiriei;
- Constanța (1212–1243) căsătorită cu Henric al III-lea, margraf de Meissen și Lausitz.